# Aeroportul Guasopa
Aeroportul Guasopa (IATA: GAZ, ICAO: AYGJ) este un aeroport din Papua Noua Guinee ce deservește zona Guasopa⁠(d).
aeroportul dispune de o singură pistă.